# Szinyaja
A Szinyaja (oroszul: Синяя) folyó Oroszország ázsiai részén, Jakutföldön, a Léna bal oldali mellékfolyója. 
Neve a jakut Сиинэ szóból származik, jelentése: 'homokos'.

## Földrajz
Hossza: 597 km, vízgyűjtő területe: 30 900 km², évi közepes vízhozama a torkolat közelében: 40,6 m³/s, maximális vízhozama 1770 m³/s.
Két forráság: az Ot-Szinye és az Ulahan-Szinye összefolyásával, kb. 350 m magasságban keletkezik. A Léna-felföldön ered és folyik végig, közigazgatásilag a Verhnyeviljujszki járáshoz, a Gornij járáshoz és a Hangalasz járáshoz tartozó területen. A bal parton ömlik a Lénába, 1716 km-re annak torkolatától.
Októberben befagy, és kb. 200 napig jégpáncél borítja, a jég vastagsága elérheti a 220 cm-t is. Felső folyásán közel két hónapra fenékig befagy.
Alsó folyása mentén a part menti híres sziklasor, az ún. szinszkije sztolbi (Синские столбы, jelentése: 'szinyajai oszlopok'), különösen szép természeti képződmény. Völgyében az i. e. I. évezredben készült színes sziklarajzokat fedeztek fel.
A torkolatnál kis falu, Szinszkoje helyezkedik el.

### Nagyobb mellékfolyói
- a bal parton: Matta (195 km), Csira (181 km), Nuoraldiima (más néven: Besz-Jureh, 152 km)
- a jobb parton: Csina (240 km), Hangdarima (175 km)